# Rico Simen
Rico Simen (* 12. Januar 1962) ist ein Schweizer Curler. 

## Karriere
Sein internationales Debüt hatte Simen bei der Juniorenweltmeisterschaft 1980 in Kitchener, er blieb aber ohne Medaille. 
Simen spielte als Lead der Schweizer Mannschaft bei den XV. Olympischen Winterspielen 1988 in Calgary im Curling. Die Mannschaft von Skip Hansjörg Lips gewann die olympische Silbermedaille nach einer 2:10-Niederlage im Final gegen Norwegen um Skip Eigil Ramsfjell. Da Curling damals noch eine Demonstrationssportart war, besitzt die Medaille aber keinen offiziellen Status.

## Erfolge
- 2. Platz Olympische Winterspiele 1988 (Demonstrationswettbewerb)
- 2. Platz Europameisterschaft 1994